# Vizma Belševica

Vizma Belševica (2003)

Vizma Belševica (* 30. Mai 1931 in Riga; † 6. August 2005 ebenda) war eine lettische Dichterin, Schriftstellerin und Übersetzerin.

## Biographie
Der Vater von Vizma Belševica, Jānis Belševics, war Arbeiter, ihre Mutter Ieva (geb. Cīrule) Hausfrau. Mit nur einem Einkommen und wegen des Alkoholproblems des Vaters, der seine Backwarenfirma während der großen Depression der lettischen Wirtschaft verloren hatte, war die Familie arm. Vizma verbrachte den größten Teil ihrer Kindheit in Riga; die Stadt ist Thema ihrer Arbeiten, aber die Zeit, die sie auf dem kleinen Bauernhof ihrer Verwandten in Kurland (lettisch Kurzeme) verbrachte, spielt in ihren Gedichten und Texten eine ungleich größere Rolle.
Vizma Belševica absolvierte die Drucklegungsfachschule in Riga. Von 1955 bis 1961 studierte sie am Moskauer Maxim-Gorki-Institut Literaturwissenschaft. Ihr erster Gedichtband erschien 1955. Ihre frühen Werke zeigten sich kommunistisch beeinflusst, später distanzierte sie sich jedoch. In den 1960er Jahren ließ ihr Ansehen in der Lettischen SSR nach, da sie sich weigerte, ihr Schreiben der sowjetischen Literaturdoktrin anzupassen. Die Gedichtsammlung Jūra deg („Das Meer brennt“) kam 1966 heraus. Besonders mit dem Gedicht Randbemerkungen Heinrichs des Letten in der Livländischen Chronik, erschienen in dem Band Gadu gredzeni („Jahresringe“, 1969), schuf sie sich große Probleme. Die genannte Chronik stammt aus dem frühen 13. Jahrhundert, als der deutsche Schwertbrüderorden Livland eroberte; die Parallelen zur sowjetischen Okkupation Lettlands waren – auch für die politische Zensur – unverkennbar. Eine Reihe von Repressalien waren die Folge: Belševica konnte knapp acht Jahre lang nicht veröffentlichen, und sie wurde aus dem Schriftstellerverband der Lettischen SSR ausgeschlossen.
Sie nutzte die erzwungene Ruhezeit unter anderem dazu, Shakespeare, Hemingway, Puschkin und ukrainische Literatur, und auch Milnes Winnie-the-Pooh zu übersetzen. Nach der Aufhebung des Publikationsverbots kamen neue Gedichtsammlungen heraus, bis 1987 Vizma Belševicas Sohn, der Dichter Klāvs Elsbergs, unter ungeklärten Umständen ums Leben kam. Er stürzte aus einem Gebäude des Schriftstellerverbandes; möglicherweise handelte es sich um einen politischen Mord, der auch Belševica treffen sollte. Danach verstummte sie zunächst; erst 1995 veröffentlichte sie den ersten Band der autobiographischen Roman-Trilogie Bille.
Belševica arbeitete mit einfachen, kontrastreichen Bildern von großer Symbolkraft. In ihren Gedichten und Kurzgeschichten spielt die Natur in all ihren Ausprägungen, auch Mutterschaft und die Rolle der Frau eine große Rolle. Die Texte, die die Zensur passierten, wurden in der Sowjetunion und im Ausland übersetzt und verbreitet.
Erst im unabhängig gewordenen Lettland erfuhr sie Anerkennung: Am 6. Dezember 1990 wurde sie zum Ehrenmitglied der Lettischen Akademie der Wissenschaften gewählt. Zweimal wurde sie mit dem Spīdola-Preis, der höchsten lettischen Anerkennung auf dem Gebiet der Literatur, daneben mit dem höchsten Ehrenzeichen Lettlands, dem Drei-Sterne-Orden, ausgezeichnet. 1998 teilte sie sich mit Knuts Skujenieks den damals erstmals verliehenen Tomas-Tranströmer-Preis. Vizma Belševica war nach 2000 immer wieder als Anwärterin auf den Literaturnobelpreis im Gespräch, zuletzt 2004. Am 6. August 2005 starb sie in Riga nach langer Krankheit, aufgrund derer sie zuletzt auf einen Rollstuhl angewiesen war.

## Bibliographie

### Lettische Originalausgaben

Vizma Belševica (1970er Jahre)

- „Visu ziemu šogad pavasaris“ (1955), Gedichte
- „Zemes siltums“ (1959), Gedichte
- „Ķikuraga stāsti“ (1965), Erzählungen
- „Jūra deg“ (1966), Gedichte
- „Gadu gredzeni“ (1969), Gedichte
- „Madarās“ (1976), Gedichte
- „Nelaime mājās“ (1979), Erzählungen
- „Kamolā tinēja“ (1981), Gedichte
- „Ceļreiz ceļš uz pasaciņu“ (1985), zwei Stücke für Kinder
- „dzeltu laiks“ (1987), Gedichte
- „Zem zilās debesu bļodas“ (1987), Märchen
- „Ievziedu aukstums“ (1988), ausgewählte Gedichte
- „Baltās paslēpes“ (1991), Liebesgedichte
- Autobiographische Romantrilogie:
  - „Bille“ (1992 USA, 1995 Lettland)
  - „Bille un karš“ (ursprünglicher Titel: „Bille dzīvo tālāk“, 1996)
  - „Billes skaistā jaunība“ (1999)
- „Par saknēm būt. Dzejas izlase“ (1996), ausgewählte Gedichte
- „Lauztā sirds uz goda dēļa. Stāsti“ (1997), Erzählungen
- „Raksti“, 1.-4. sējums (1999–2002), Gesammelte Werke, Bde. 1 bis 4
- „lirika“ (2003), ausgewählte Gedichte

### Übersetzungen ins Lettische (Auswahl)
- Dante Alighieri: Vita nuova, 1965 (mit Jānis Liepiņš)
- Alans Aleksandrs Milns: Vinnijs Pūks un viņa draugi, 1967 (Alan Alexander Milne: Winnie-the-Pooh, 1926)
- Atdzeja (2004), gesammelte Nachdichtungen[3]
- weitere Übersetzungen und Nachdichtungen siehe Vizma Belševica (Abschnitt Gūto sasniegumu nozīme) auf enciklopedija.lv (lettisch, auch mit Originaltiteln)

### Drehbücher (Auswahl)
- Dullais Dauka. Drehbuch für einen Puppenfilm nach Motiven des Werks von Sudrabu Edžus. Regie: Arnolds Burovs, LSSR 1968, 10. Min.,  Film (ohne Ton) auf filmas.lv, Film (mit Ton) auf YouTube

### Deutsche Übersetzungen
- Visma Belschewiza: Sommerfädchen. Gedicht (dt. von Oswald Pladers[4], lett. Originaltitel: Timeklītis) in: Neues Leben (Moskau), 26. Juli 1962, S. 9
- 22 Gedichte in: Lettische Lyrik. ausgewählt und ins Deutsche übertragen von Edith Zuzena-Metuzala. Maximilian Dietrich, Memmingen 1983, ISBN 3-87164-108-1, S. 9–24
- Nur wegen der verrückten Pauline (lett. Originaltitel: Tās dullās Paulīnes dēļ). Aus dem Lettischen von Welta Ehlert. In: Erlesenes 6. Novellen aus Estland, Lettland, Litauen. Hrsg. und mit biographischen Notizen versehen von Marijke Lanius. Volk und Welt, Berlin 1983, S. 255–266; Nachdruck in: Frauen in der Sowjetunion. Erzählungen und Gedichte. Hrsg. von Andrea Wörle. dtv, München 1987, 4. Aufl. 1991, ISBN 3-423-10790-1
- Pielbeerbaum im Herbst und andere Erzählungen. Übersetzt aus dem Lettischen von May Redlich (Pielbeerbaum im Herbst), Eva-Maria Eussler (Das Kiebitzweibchen), Andreas Ludden (Oh diese Pauline!) und Charlotte Torp (Heimweh). Hirschheydt, Hannover 1984, ISBN 3-7777-0054-1
- Mensch mit Stern. In: Der idiotische Mond. Lettische Prosa der Gegenwart. dipa, Frankfurt am Main 1997, ISBN 3-7638-0384-X, S. 137–144
- Staatsfeiertag (lett.: Valsts svētki, Kapitel 13 aus Bille). In: Sonnengeflecht. Literatur aus Lettland. Nordik, Riga 1997, ISBN 9984-510-11-5, S. 16–27
- Über sich sowie drei Gedichte in: Sonnengeflecht. Literatur aus Lettland. Nordik, Riga 1997, ISBN 9984-510-11-5, S. 13–15

## Bearbeitungen

### Verfilmungen
- Bille. Spielfilm nach Motiven des Buches. Drehbuch: Evita Sniedze, Arvis Kolmanis; Regie: Ināra Kolmane. LV/LT/CZ/PL 2018, 110 Min. Trailer und Beschreibung (lettisch) auf filmas.lv, Film auf YouTube
- Tās dullās Paulīnes dēļ. Kurzfilm nach Motiven der Erzählung. Drehbuch: Alvis Lapiņš; Regie: Vija Beinerte. LSSR 1979, 25 Min. Beschreibung (lettisch) auf filmas.lv, Film auf YouTube

### Dramatisierungen (Auswahl)
- Bille. Regie: Valdis Lūriņš, Lettisches Nationaltheater 2009[5]
- Tās dullās Paulines dēļ. Dramatisierung und Regie: Juris Kalvišķis, Laienspielgruppe Aizkraukles teātris 1999[6]
- Tās dullās Paulines dēļ. Regie: Felikss Deičs, Valmieras Drāmas teātris 1998[7]

### Vertonungen
- Viele von Belševicas Gedichten wurden vertont, unter anderem von Raimonds Pauls (15 Lieder); siehe Suche: „Belsevica“ auf YouTube